# Изкуплението Шоушенк
„Изкуплението Шоушенк“ (на английски: The Shawshank Redemption) е американска драма от 1994 г. на сценариста и режисьор Франк Дарабонт, адаптация на новелата на Стивън Кинг – „Рита Хейуърт и изкуплението в Шоушенк“. Във филма участват Тим Робинс в ролята на Анди Дюфрейн и Морган Фрийман в ролята на Ред.
Сюжетът на филма се върти около живота на Анди Дюфрейн в затвора, след като е осъден за убийството на жена си и нейния любовник.
Въпреки слабия търговски успех (отчасти заради конкуренцията на филми като „Форест Гъмп“, „Криминале“ и „Скорост“), „Изкуплението Шоушенк“ получава благоприятни рецензии от критиците и се радва на забележителен живот по кабелната телевизия, на видео и DVD. Устойчиво е подреждан между най-добрите филми за всички времена. През 2015 г. филмът е включен в Националния филмов регистър.

## Сюжет
Внимание:  Текстът по-долу разкрива сюжета на произведението (или части от него)!
1947 г. Портланд, Мейн. Банкерът Анди Дюфрейн е обвинен в убийството на съпругата си и нейния любовник. Осъден е да излежи две доживотни присъди, за всяка от жертвите, в щатския затвор „Шоушенк“. Новите осъдени, сред които и Дюфрейн, са посрещнати със занасяния от страна на старите затворници и с жестокото отношение на охраната. Комендант Самюъл Нортън изтъква накратко строгите правила на затвора и препраща новаците по килиите, чисто голи. Същата нощ садистичният капитан на охраната Байрън Хадли пребива до смърт един от новите затворници, който избухва в истерия, подбуден от дразненията на по-старите престъпници.
Първите две години Дюфрейн прекарва, странящ от всички. Единственият, с когото осъществява контакт, е Ред – затворник, занимаващ се с вноса на контрабандни стоки, който му доставя геоложко чукче, с което в свободното си време Анди да оформя камъни. Новобранецът е подложен на систематичен тормоз от група хомосексуални затворници, познати като „Сестрите“, водени от Богс Даймънд. През пролетта на 1949 г. управата взима решение да ремонтира покрива на работилницата. Ред урежда няколко свои познати, сред които и Анди, за доброволци. По време на работата Дюфрейн успява да убеди Хадли, че може да прехвърли непокътната от данъци огромна сума, наследена от починал роднина, на сметката на охранителя.
След тази случка Анди започва да се ползва с уважението на другите затворници и управата на затвора. Бившият банкер обаче е пребит почти до смърт от „Сестрите“. Хадли се заема с Богс Даймънд и извергът е откаран в болничното отделение на затвора. След излизането от лечебницата Анди е посрещнат с подаръци от затворниците, между които плаката на Рита Хейуърт, доставен му от Ред. Дюфрейн е преместен от пералнята в библиотеката на затвора. През следващите години Анди започва да попълва данъчните декларации на служителите на Шоушенк, сред които и самия комендант. Също така разширява библиотеката и я обогатява с нови книги, отпуснати му от щатския сенат.
По това време комендант Нортън започва програма за превъзпитаването на затворниците, чрез която се възползва от труда на осъдените в Шоушенк и трупа подкупи. Зад прането на пари седи Анди, който води сметките на името на несъществуваща личност. През 1965 г. в Шоушенк пристига младият бунтар Томи Уилямс, когото Анди взима под своето крило, обучава го да чете и взима диплома за средно образование. Неочаквано младежът разкрива, че преди години се е запознавал с Елмо Блач – реалния извършител на престъплението, за което Дюфрейн лежи. Нортън отказва да съдейства за показанията и убива свидетеля, докато Анди лежи в карцера. Дюфрейн решава да се откаже, но комендантът го притиска да продължат с далаверите.
След като излиза от карцера Анди разговаря с Ред. Черноборсаджията остава с впечатлението, че приятелят му планира да извърши самоубийство предстоящата вечер. На другия ден сутринта намират килията на Анди празна. Нортън открива, че зад серията плакати, стартирали с Рита Хейуърт, се е крил тунел в стената, изкопан с геоложкото чукче, водещ до мястото, където е водопроводната система на затвора. Беглецът е пробил септичната яма, пропълзял по тръбата и излязъл в река, намираща се няколко метра от Шоушенк. Анди успява да изтегли парите от сметката на Нортън, след което да напусне страната. През това време пресата получава документи, разкриващи корупцията на Шоушенк. Полицията пристига в затвора. Арестува Хадли, а Нортън се самоубива.
След време Ред е помилван и освободен. Новият му живот е изпълнен със страх, че няма да се адаптира към света, подобно на затворника Брукс, самоубил се след помилването си. Ред намира сили да изпълни обещанието на Анди – намира кутия, скрита от приятеля му в извънградска поляна, в която има пари и писмо от Дюфрейн. Ред отпътува за Зихуатанео – място, което Анди е мечтал да стане неговия нов дом. Двамата се срещат там на плажа.

## Актьорски състав
- Тим Робинс – Анди Дюфрейн
- Морган Фрийман – Елис Бойд „Ред“ Рединг
- Боб Гънтън – Комендант Самюъл Нортън
- Уилям Седлър – Хейууд
- Кланси Браун – Байрон Хедли
- Гил Белоус – Томи Уилямс
- Марк Ролстън – Богс Даймънд
- Джеймс Уитмор – Брукс Хатлън

## Приходи
Филмът излиза в ограничена прожекция на 23 септември 1994 г. в Северна Америка. През първия си уикенд, в който е показана в 33 киносалона, лентата натрупва 727 327 щатски долара – средно 22 040 на зала. На 14 октомври „Изкуплението Шоушенк“ е пуснат в разширена прожекция, този път в 944 кина, и донася приходите от 2 402 549 щатски долара (2545 на киносалон), класирайки се на девето място за уикенда. За 10-те седмици, в които пребивава на големия екран, филмът натрупва 16 019 187 щ.д., като най-успешният уикенд е отчетен от 14 до 16 октомври с печалба 2 402 549 щ.д. (за седмицата: 3 343 519 щ.д.). Последния уикенд на „Шоушенк“ (25 – 27 ноември) донася на лентата 166 676 щ.д. – най-слабото и представяне за годината.
По-късно произведението на Дарабонт е пуснато отново в кината заради „Сезона на оскарите“. „Изкуплението Шоушенк“ пребивава на големия екран от 10 февруари 1995 г. до 26 март. Натрупаната печалба е 9 милиона щатски долара, с най-силен уикенд от 24 до 26 февруари – 1 712 200 щ.д. и общо за седмицата 2 271 358 щ.д. Равносметката за филма е крайни приходи от 28 341 469 щ.д. на територията на Северна Америка, което го класира на 51 място по печалби за 1994 г. и 21 във филмовите продукти, забранени за лица под 16-годишна възраст.

## Награди и номинации
| Категория                                               | Номиниран(и)                                             | Резултат                |
| Оскар (27 март 1995 г.)                                 | Оскар (27 март 1995 г.)                                  | Оскар (27 март 1995 г.) |
| ------------------------------------------------------- | -------------------------------------------------------- | ----------------------- |
| Най-добър филм                                          | Най-добър филм                                           | номинация               |
| Най-добър оригинален сценарий                           | Франк Дарабонт                                           | номинация               |
| Най-добра мъжка роля                                    | Морган Фрийман                                           | номинация               |
| Най-добра кинематография                                | Роджър Дийкинс                                           | номинация               |
| Най-добър звук                                          | Робърт Дж. Лит Елиът Тайсън Майкъл Хърбик Уили Д. Бъртън | номинация               |
| Най-добър звуков монтаж                                 | Ричард Франсис-Брус                                      | номинация               |
| Най-добра филмова музика                                | Томас Нюман                                              | номинация               |
| Златен глобус (21 януари 1995 г.)                       |                                                          |                         |
| Най-добър актьор в драма                                | Морган Фрийман                                           | номинация               |
| Най-добър сценарий                                      | Франк Дарабонт                                           | номинация               |
| Гилдията на филмовите актьори (25 февруари 1995)        |                                                          |                         |
| Най-добър актьор в главна роля                          | Морган Фрийман                                           | номинация               |
| Най-добър актьор в главна роля                          | Тим Робинс                                               | номинация               |
| Академията за Научна Фантастика, Фентъзи и Ужаси (1995) |                                                          |                         |
| Награда за най-добър екшън/приключенски/трилър филм     | Награда за най-добър екшън/приключенски/трилър филм      | номинация               |

## Признание
През 2015 г. „Изкуплението Шоушенк“ е включен в Националния филмов регистър на САЩ, заедно с още 24 филма. Във връзка с това Дарабонт казва, че „няма по-голяма чест за филма, от това да бъде включен в националното кино наследство на страната“.

## „Изкуплението Шоушенк“ в България
През септември 1995 г. филмът е пуснат по кината от „Алфа Филм“.
На 26 февруари 1996 г. филмът е издаден на VHS от „Мулти Видео Център“.
През 2004 г. е издаден на DVD от Прооптики България.
На 15 април 2020 г. филмът е излъчен по bTV Cinema с български дублаж, записан в студио VMS.